# Tupistra grandis
Tupistra grandis là một loài thực vật có hoa trong họ Măng tây. Loài này được Ridl. miêu tả khoa học đầu tiên năm 1900.